# RV Minerva
Roeivereniging Minerva is een Nederlandse overkoepelende roeivereniging voor leden van de Koninklijke Nederlandsche Studenten Roeibond (KNSRB).
Minerva werd op 16 oktober 1897 opgericht door Aegir, Laga, Nereus, Njord en Triton om leden van de verschillende studenten roeiverenigingen gezamenlijk aan internationale wedstrijden mee te laten doen. De thuisbasis van de vereniging was Amsterdam. 
Op de Olympische Zomerspelen 1900 namen de Nederlandse roeiers onder de vlag van Minerva deel en behaalden drie medailles. Ook in 1908 en 1912 werd deelgenomen maar geen medaille behaald. In 1912 kwam het tot een nauwe samenwerking met de KNSRB en werd Minerva ook door het bestuur van de KNSRB bestuurd. Minerva nam tot 1949 nog enkele malen aan wedstrijden deel maar werd een slapende vereniging. In 2003 heractiveerde de KNSRB de vereniging. De afgelopen tien jaar heeft de vereniging getracht ieder jaar een acht uit te zenden naar de Head of the Charles in Boston. Tevens worden uitzendingen naar het FISU WK begeleid.